# Énergie-full
 (mai 2025).

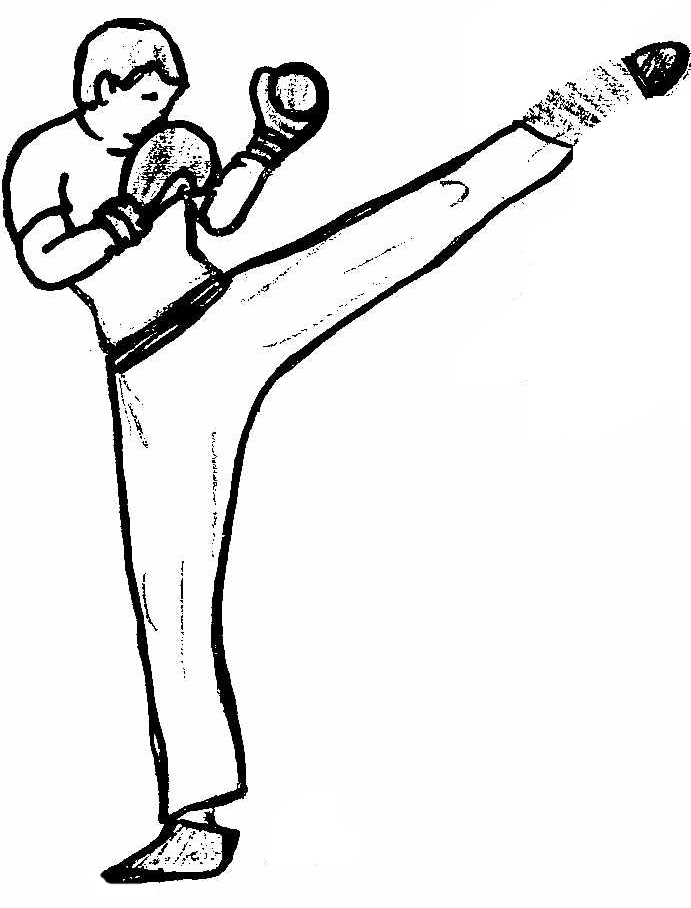
Coup de pied en ligne haute

Discipline artistique de compétition créée dans les années 2000 par la Fédération française de full contact et disciplines associées (FFFC-DA) de type activité gymnique sur support musical. 
Elle reprend les concepts de pratique de l’aéro-kick et du cardio-kickboxing. Contrairement à ces deux disciplines elle se distingue par son respect des techniques du Full-contact.
En compétition, la manière de noter se rapproche de certaines disciplines artistiques. La prestation pour les adultes est de 2 minutes. L’épreuve se déroule en solo ou en équipe.

## Sources
- Dictionnaire encyclopédique de la boxe et des autres boxes, A.D., 1981